# Pietro Tomba
Pietro Tomba (* 1774 in Faenza; † 1846 ebendort) war ein italienischer Architekt, der zwischen dem späten 18. und frühen 19. Jahrhundert in Faenza tätig war.

## Leben
Pietro Tomba begann seine Ausbildung bei seinem Vater und ging dann zum Studium an die Accademia di Belle Arti in Bologna. Nach seiner Rückkehr in Faenza entwarf er zahlreiche Gebäude – die meisten davon Kirchen –, darunter die Kirchen San Girolamo all’Osservanza, San Vitale, San Domenico und das Oratorium Santissima Annunziata.
Er war auch am zivilen Gebäuden beteiligt, unter anderem am Palazzo Piani Pasi im Jahr 1807, und an städtebaulichen Arbeiten, indem er an der Renovierung von Gebäuden im Borgo Durbecco und der Prospettiva am Ende der Straße mitwirkte. Die Prospettiva entstand nach einem nationalen Wettbewerb, den Tomba gewann.
1820 wurde Tomba Professor für Architektur an der Scuola di disegno „Tommaso Minardi“ in Faenza, zu dessen Schülern Romolo Liverani, Achille Calzi, Gaspare Mattioli und Costantino Galli gehörten.

### Ausgestellte Werke
Auf der Ausstellung L’Italia nella Rivoluzione 1789 1799 die 1990 in der Biblioteca Nazionale Centrale di Roma stattfand, wurde die Tusche- und Aquarellzeichnung von Pietro Tombas Projekt eines monumentalen Komplexes am Meer vorgestellt, der auf das erste Jahrzehnt des 19. Jahrhunderts zurückgeht und in der Pinacoteca comunale di Faenza aufbewahrt wird. Im Katalog wurde das Projekt wie folgt vorgestellt:  Der Ausbruch der klassischen Bildung, die Verschmelzung der Stile, die groß angelegte und makroökonomische Planung machen diesen architektonischen Komplex […] zum Inbegriff der Design-Utopien der Revolutionszeit.